# Fuente del Acqua Felice

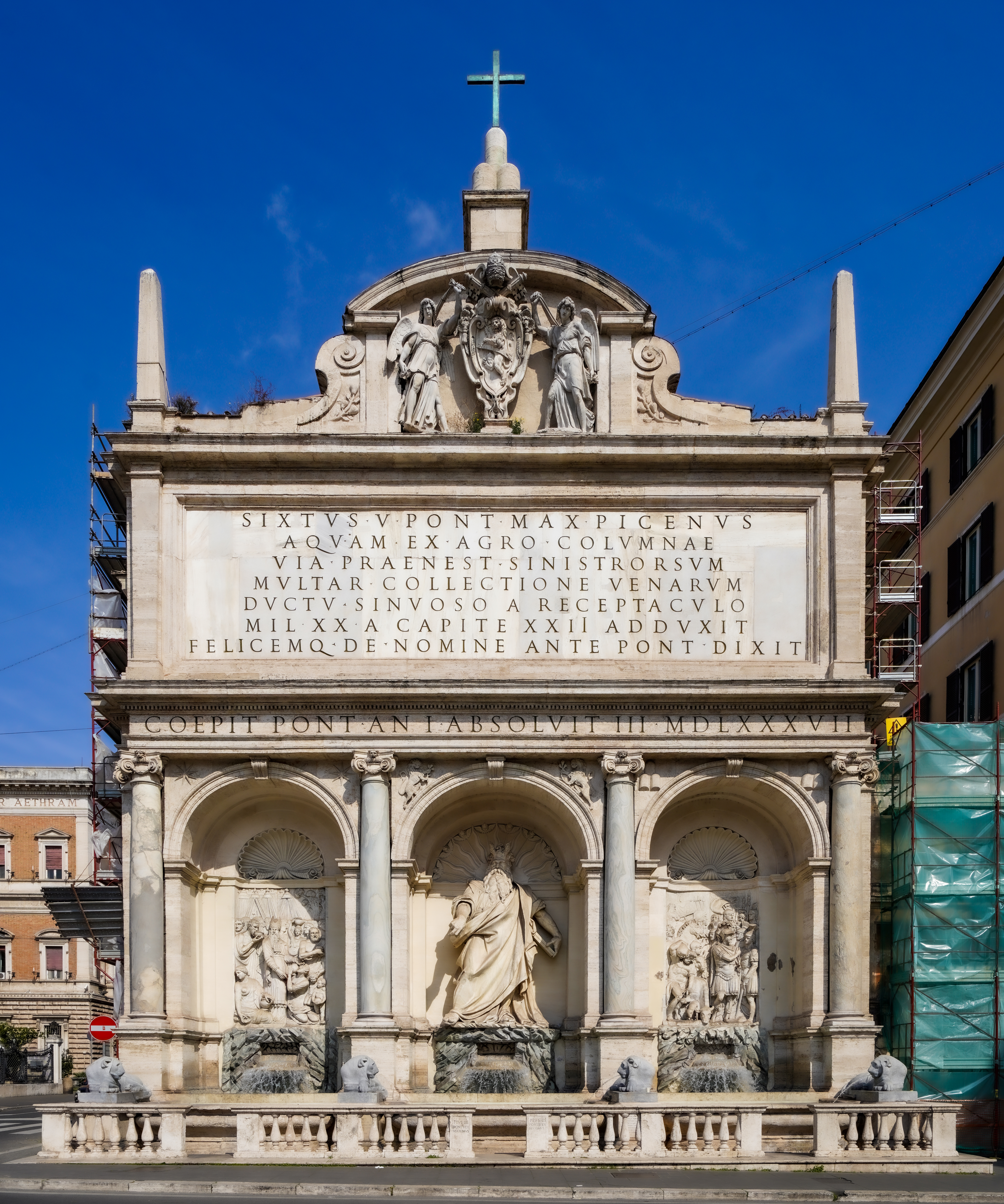
Fuente del Acqua Felice, plaza San Bernardo, Roma.

La Fuente del Acqua Felice (en italiano: Fontana dell'Acqua Felice) también conocida como fuente del Moisés, es una fuente de Roma, llamada así en honor del papa Sixto V (Felice Peretti). En ella termina el acueducto Acqua Felice, obra del siglo III, restaurada por el mencionado papa. Fue diseñada por Domenico Fontana y construida entre 1585-1588. Se encuentra en la intersección de Largo Santa Susanna y Via Venti Settembre; Al otro lado y en diagonal del Largo, se encuentra la iglesia de Santa Susana, mientras que al otro lado de Via Venti Settembre se encuentra la iglesia de Santa Maria della Vittoria. 
Fue comisionada para suministrar agua a los nuevos barrios del Viminal y del Quirinal y, sobre todo, a su suntuosa Villa Montalto, extendida entre ambas colinas. 

## Acueducto
A fin de llevar el agua fue restaurado el antiguo acueducto Alejandrino, llamado así en honor del emperador romano Alejandro Severo bajo cuyo reinado (ca.222) fue construido con tomas en los manantiales del Prati dell’osteria y de la Pantanella, no lejos de Palestrina. Estos terrenos fueron adquiridos a Marzio Colonna, por el papa, el 28 de mayo de 1585, en el mismo mes de su subida al trono de San Pedro, por 25.000 escudos.  Los trabajos de canalización fueron encargados a Matteo Bortolani, de Città di Castello, considerado «arquitecto experto...y versado en tales asuntos». Sin embargo, Bortolani cometió varios errores de cálculo en referencia a la pendiente, por lo cual el flujo de agua no solamente se interrumpía, sino que volvía hacia sus fuentes («si faceva retrograda al suo disegno, tornando indietro», dice un autor contemporáneo). Por fin, después de haber gastado 100.000 escudos, el papa encargó el proyecto al arquitecto Giovanni Fontana, hermano del más conocido Domenico Fontana, quien llevó a cabo el trabajo. Toda la obra tuvo un costo de casi 300.000 escudos.
En agosto de 1586 Camilla Peretti, noble romana hermana del papa, llevó al pontífice una botella con la primera agua emanada de los conductos; esta fue analizada por los farmacéuticos de Castel Sant' Angelo y calificada como la mejor agua potable de Roma. 

## Fuente
En octubre, las fuentes de Villa Montalto, sobre el Viminal, ya recibían agua y a finales de año, el flujo alcanzaba la más alta de las colinas romanas, el Quirinal. Entonces se iniciaron las obras para la fuente de Montecavallo, ubicada entre las dos estatuas colosales de los hermanos Cástor y Pólux, y para la fuente de Santa Susana, en Porta della vigna dei Ponziani, en la actual piazza San Bernardo. Aquí fue finalmente inaugurada el 15 de junio de 1587 la Fuente del Acqua Felice con una fachada monumental proyectada por el mismo Giovanni Fontana, formada por tres arcos cerrados, flanqueados por cuatro columnas jónicas, dos de mármol de Cipolin y dos de brecha gris, y con cuatro leones al estilo egipcio a sus pies. Las columnas sostienen las arquitrabes sobre las cuales se posa el ático en el que aparece el escudo papal sujeto por dos ángeles y enmarcado por dos pequeños obeliscos. Para proteger la vasca de la fuente se colocó una balaustrada proveniente de un edificio erigido bajo el pontificado de Pío IV.
La inscripción sobre el ático reza:

SISTVS V PONT. MAX. PICENVS/AQVAM EX AGRO COLVMNAE/VIA PRAENST. SINISTRORSVM/MVLTAR. COLLECTIONE VENARVM/DVCTV SINVOSO A RECEPTACVLO/MIL. XX A CAPITE XXI ADDVXIT/FELICEMQ. DE NOMINE ANTE PONT. DIXIT
«El Papa Sixto V de Piceno; de la campiña de Colonna, a la izquierda de la vía Prenestina, recogió agua de numerosos manantiales desde la milla veinte a la veintidós, a través de un conducto sinuoso y la llamó Felice por el nombre que tenía antes de ser pontífice. .»

Gran parte del travertino proviene de las cercanas termas de Diocleciano; los leones originales, dos de pórfido y dos de mármol claro, provenían del Panteón de Agripa donde fueron encontrados, junto con otras ornamentaciones, en las excavaciones realizadas durante el pontificado de Eugenio IV (1431–1439), y del ingreso central de la basílica de San Juan de Letrán, donde sostenían las columnas situadas al lado de la puerta. Transferidos a los Museos Vaticanos bajo el pontificado de Gregorio XVI (1831-1846), para protegerlos de posibles daños, fueron sustituidos por copias del escultor Adamo Tadolini.
En los dos nichos laterales se pueden observar dos altorrelieves, a la izquierda Aarón guiando al pueblo hebreo al agua emanada del desierto, obra de Giovan Battista della Porta y a la derecha Gedeón elige a los soldados observando su modo de beber de Flaminio Vacca y Pietro Paolo Olivieri, autores también del friso con el escudo papal de Sixto V.
En el nicho central se encuentra representado Moisés, quien que señala las aguas milagrosamente surgidas de la roca, obra de Leonardo Sormani, con la colaboración de Prospero Antichi, conocido como il Bresciano, al cual fue atribuida durante años la totalidad de la obra. 
La escultura pronto recibió críticas pues, aunque pretendía seguir el modelo de Miguel Ángel, parece rechoncha y desproporcionada, tanto es así que fue bautizada como el "Moisés ridículo" por los romanos y objeto de pasquines como::

Guarda con occhio torvo / l'acqua che sgorga ai pie / pensando inorridito / al danno che a lui fe' / uno scultor stordito.
Mira con ojos sombríos / el agua que brota a sus pies / pensando con horror / en el daño que / le hizo un escultor insensato.

y también:

È buona l’acqua fresca e la fontana è bella / Con quel mostro di sopra però non è più quella / O tu, Sisto, che tanto tieni alla tua parola / Il nuovo Michelangelo impicca per la gola
El agua fresca es buena y la fuente es hermosa / Con ese monstruo arriba, sin embargo, ya no es lo mismo / Oh tú, Sixto, que tanto te preocupas por tu palabra / Cuelga al nuevo Miguel Ángel del cuello

Una leyenda, sin fundamento, sostiene que a causa de la vergüenza que le daba la fealdad de la estatua, Prospero Antichi se había suicidado.